# 14.ª etapa del Tour de Francia 2024
La 14.ª etapa del Tour de Francia 2024 tuvo lugar el 13 de julio de 2024 y consistió en una etapa de montaña, con inicio en la ciudad de Pau y final en Pla d'Adet, sobre un recorrido de 152 km. El vencedor fue el esloveno Tadej Pogačar del UAE Team Emirates, que también mantuvo el liderato.

## Clasificación de la etapa
| Pau - Pla d'Adet | etapa de montaña | (151,9 km) |

| \| Clasificación de la etapa \| Clasificación de la etapa \| Clasificación de la etapa \| Clasificación de la etapa \| Clasificación de la etapa \| \| Ciclista \| Ciclista \| Equipo \| Tiempo \| \| \| ------------------------- \| ------------------------- \| -------------------------- \| ------------------------- \| ------------------------- \| \| 1.º \| Tadej Pogačar \| UAE Team Emirates \| 4 h 01 min 51 s \| \| \| 2.º \| Jonas Vingegaard \| Team Visma \\| Lease a Bike \| + 39 s \| \| \| 3.º \| Remco Evenepoel \| Soudal Quick-Step \| + 1 min 10 s \| \| \| 4.º \| Carlos Rodríguez \| Ineos Grenadiers \| + 1 min 19 s \| \| \| 5.º \| Giulio Ciccone \| Lidl-Trek \| + 1 min 23 s \| \| \| 6.º \| Santiago Buitrago \| Bahrain Victorious \| + 1 min 23 s \| \| \| 7.º \| Adam Yates \| UAE Team Emirates \| + 1 min 23 s \| \| \| 8.º \| Felix Gall \| Decathlon-AG2R La Mondiale \| + 1 min 26 s \| \| \| 9.º \| Matteo Jorgenson \| Team Visma \\| Lease a Bike \| + 1 min 29 s \| \| \| 10.º \| Derek Gee \| Israel-Premier Tech \| + 1 min 29 s \| \| |                   |                            |                 |
| |                   |                            |                 |
| Fuentes: ProCyclingStats Cycling Quotient |                   |                            |                 |
| Clasificación de la etapa |                   |                            |                 |
| Ciclista | Ciclista          | Equipo                     | Tiempo          |
| 1.º | Tadej Pogačar     | UAE Team Emirates          | 4 h 01 min 51 s |
| 2.º | Jonas Vingegaard  | Team Visma \| Lease a Bike | + 39 s          |
| 3.º | Remco Evenepoel   | Soudal Quick-Step          | + 1 min 10 s    |
| 4.º | Carlos Rodríguez  | Ineos Grenadiers           | + 1 min 19 s    |
| 5.º | Giulio Ciccone    | Lidl-Trek                  | + 1 min 23 s    |
| 6.º | Santiago Buitrago | Bahrain Victorious         | + 1 min 23 s    |
| 7.º | Adam Yates        | UAE Team Emirates          | + 1 min 23 s    |
| 8.º | Felix Gall        | Decathlon-AG2R La Mondiale | + 1 min 26 s    |
| 9.º | Matteo Jorgenson  | Team Visma \| Lease a Bike | + 1 min 29 s    |
| 10.º | Derek Gee         | Israel-Premier Tech        | + 1 min 29 s    |

## Clasificaciones al final de la etapa

### Clasificación general(Maillot Jaune)
| \| Clasificación general \| Clasificación general \| Clasificación general \| Clasificación general \| Clasificación general \| \| Ciclista \| Ciclista \| Equipo \| Tiempo \| \| \| --------------------- \| --------------------- \| -------------------------- \| --------------------- \| --------------------- \| \| 1.º \| Tadej Pogačar \| UAE Team Emirates \| 56 h 42 min 39 s \| \| \| 2.º \| Jonas Vingegaard \| Team Visma \\| Lease a Bike \| + 1 min 57 s \| \| \| 3.º \| Remco Evenepoel \| Soudal Quick-Step \| + 2 min 22 s \| \| \| 4.º \| João Almeida \| UAE Team Emirates \| + 6 min 01 s \| \| \| 5.º \| Carlos Rodríguez \| Ineos Grenadiers \| + 6 min 09 s \| \| \| 6.º \| Mikel Landa \| Soudal Quick-Step \| + 7 min 17 s \| \| \| 7.º \| Adam Yates \| UAE Team Emirates \| + 8 min 32 s \| \| \| 8.º \| Giulio Ciccone \| Lidl-Trek \| + 9 min 09 s \| \| \| 9.º \| Derek Gee \| Israel-Premier Tech \| + 9 min 33 s \| \| \| 10.º \| Matteo Jorgenson \| Team Visma \\| Lease a Bike \| + 10 min 35 s \| \| |                  |                            |                  |
| |                  |                            |                  |
| Fuentes: ProCyclingStats Cycling Quotient |                  |                            |                  |
| Clasificación general |                  |                            |                  |
| Ciclista | Ciclista         | Equipo                     | Tiempo           |
| 1.º | Tadej Pogačar    | UAE Team Emirates          | 56 h 42 min 39 s |
| 2.º | Jonas Vingegaard | Team Visma \| Lease a Bike | + 1 min 57 s     |
| 3.º | Remco Evenepoel  | Soudal Quick-Step          | + 2 min 22 s     |
| 4.º | João Almeida     | UAE Team Emirates          | + 6 min 01 s     |
| 5.º | Carlos Rodríguez | Ineos Grenadiers           | + 6 min 09 s     |
| 6.º | Mikel Landa      | Soudal Quick-Step          | + 7 min 17 s     |
| 7.º | Adam Yates       | UAE Team Emirates          | + 8 min 32 s     |
| 8.º | Giulio Ciccone   | Lidl-Trek                  | + 9 min 09 s     |
| 9.º | Derek Gee        | Israel-Premier Tech        | + 9 min 33 s     |
| 10.º | Matteo Jorgenson | Team Visma \| Lease a Bike | + 10 min 35 s    |

### Clasificación por puntos(Maillot Vert)
| Clasificación por puntos | Clasificación por puntos | Clasificación por puntos   | Clasificación por puntos | Clasificación por puntos |
| Ciclista                 | Ciclista                 | Equipo                     | Puntos                   |                          |
| ------------------------ | ------------------------ | -------------------------- | ------------------------ | ------------------------ |
| 1.º                      | Biniam Girmay            | Intermarché-Wanty          | 353 pts                  |                          |
| 2.º                      | Jasper Philipsen         | Alpecin-Deceuninck         | 277 pts                  |                          |
| 3.º                      | Bryan Coquard            | Cofidis                    | 147 pts                  |                          |
| 4.º                      | Arnaud De Lie            | Lotto Dstny                | 142 pts                  |                          |
| 5.º                      | Anthony Turgis           | TotalEnergies              | 141 pts                  |                          |
| 6.º                      | Jonas Abrahamsen         | Uno-X Mobility             | 133 pts                  |                          |
| 7.º                      | Tadej Pogačar            | UAE Team Emirates          | 116 pts                  |                          |
| 8.º                      | Wout van Aert            | Team Visma \| Lease a Bike | 114 pts                  |                          |
| 9.º                      | Pascal Ackermann         | Israel-Premier Tech        | 102 pts                  |                          |
| 10.º                     | Fernando Gaviria         | Movistar Team              | 100 pts                  |                          |

### Clasificación de la montaña(Maillot à Pois Rouges)
| Clasificación de la montaña | Clasificación de la montaña | Clasificación de la montaña | Clasificación de la montaña | Clasificación de la montaña |
| Ciclista                    | Ciclista                    | Equipo                      | Puntos                      |                             |
| --------------------------- | --------------------------- | --------------------------- | --------------------------- | --------------------------- |
| 1.º                         | Tadej Pogačar               | UAE Team Emirates           | 56 pts                      |                             |
| 2.º                         | Jonas Vingegaard            | Team Visma \| Lease a Bike  | 43 pts                      |                             |
| 3.º                         | Jonas Abrahamsen            | Uno-X Mobility              | 36 pts                      |                             |
| 4.º                         | Remco Evenepoel             | Soudal Quick-Step           | 30 pts                      |                             |
| 5.º                         | Oier Lazkano                | Movistar Team               | 27 pts                      |                             |
| 6.º                         | Carlos Rodríguez            | Ineos Grenadiers            | 22 pts                      |                             |
| 7.º                         | David Gaudu                 | Groupama-FDJ                | 20 pts                      |                             |
| 8.º                         | Ben Healy                   | EF Education-EasyPost       | 17 pts                      |                             |
| 9.º                         | Valentin Madouas            | Groupama-FDJ                | 16 pts                      |                             |
| 10.º                        | Bruno Armirail              | Decathlon-AG2R La Mondiale  | 12 pts                      |                             |

### Clasificación del mejor joven(Maillot Blanc)
| Clasificación del mejor joven | Clasificación del mejor joven | Clasificación del mejor joven | Clasificación del mejor joven | Clasificación del mejor joven |
| Ciclista                      | Ciclista                      | Equipo                        | Tiempo                        |                               |
| ----------------------------- | ----------------------------- | ----------------------------- | ----------------------------- | ----------------------------- |
| 1.º                           | Remco Evenepoel               | Soudal Quick-Step             | 56 h 45 min 01 s              |                               |
| 2.º                           | Carlos Rodríguez              | Ineos Grenadiers              | + 3 min 47 s                  |                               |
| 3.º                           | Matteo Jorgenson              | Team Visma \| Lease a Bike    | + 8 min 13 s                  |                               |
| 4.º                           | Santiago Buitrago             | Bahrain Victorious            | + 8 min 52 s                  |                               |
| 5.º                           | Ben Healy                     | EF Education-EasyPost         | + 13 min 23 s                 |                               |
| 6.º                           | Javier Romo                   | Movistar Team                 | + 18 min 31 s                 |                               |
| 7.º                           | Ilan Van Wilder               | Soudal Quick-Step             | + 41 min 57 s                 |                               |
| 8.º                           | Tobias Halland Johannessen    | Uno-X Mobility                | + 1 h 17 min 59 s             |                               |
| 9.º                           | Romain Grégoire               | Groupama-FDJ                  | + 1 h 20 min 42 s             |                               |
| 10.º                          | Jordan Jegat                  | TotalEnergies                 | + 1 h 22 min 18 s             |                               |

### Clasificación por equipos(Classement par Équipe)
| Clasificación por equipos | Clasificación por equipos  | Clasificación por equipos | Clasificación por equipos |
| Equipo                    | Equipo                     | Tiempo                    |                           |
| ------------------------- | -------------------------- | ------------------------- | ------------------------- |
| 1.º                       | UAE Team Emirates          | 170 h 20 min 36 s         |                           |
| 2.º                       | Soudal Quick-Step          | + 31 min 41 s             |                           |
| 3.º                       | Team Visma \| Lease a Bike | + 32 min 08 s             |                           |
| 4.º                       | Ineos Grenadiers           | + 35 min 56 s             |                           |
| 5.º                       | Bahrain Victorious         | + 1 h 06 min 32 s         |                           |
| 6.º                       | Movistar Team              | + 1 h 17 min 43 s         |                           |
| 7.º                       | Lidl-Trek                  | + 1 h 18 min 06 s         |                           |
| 8.º                       | EF Education-EasyPost      | + 1 h 32 min 33 s         |                           |
| 9.º                       | Red Bull-Bora-Hansgrohe    | + 1 h 41 min 51 s         |                           |
| 10.º                      | Decathlon-AG2R La Mondiale | + 1 h 53 min 30 s         |                           |

## Abandonos
- Thomas Pidcock (INEOS Grenadiers) no tomó la salida de la etapa como consecuencia del COVID.[3]
- Guillaume Boivin (Israel-Premier Tech) no tomó la salida.
- Amaury Capiot (Arkéa-B&B Hotels) abandonó la etapa.
- Alberto Bettiol (EF Education-EasyPost) abandonó la etapa.
- Louis Vervaeke (Soudal Quick-Step) abandonó la etapa.